# Hebella contorta
Hebella contorta är en nässeldjursart som beskrevs av Marktanner-Turneretscher 1890. Hebella contorta ingår i släktet Hebella och familjen Hebellidae. Inga underarter finns listade i Catalogue of Life.